# Conocybe aurea
Conocybe aurea es una especie de hongos basidiomiceto de la familia Bolbitiaceae.

## Hábitat y distribución
Conocybe aurea es un hongo saprotróbico que prefiere crecer en suelo ricos en nitratos, praderas, compost con aserrín, compost antiguo, e invernaderos.  Es una especie rara aunque de distribución amplia, se le encuentra en Europa, Asia, América del Norte, y América del Sur.